# طيور المرور (فلم)
طيور المرور (بالإسبانية: Pájaros de verano) هو فيلم جريمة ملحمي انتج في كولومبيا و صدر عام 2018 من إخراج سيرو جيرا وكريستينا جاليجو.

## ملخص قصة
يستكشف الفيلم صعود رجل وايو وعائلته وهم يدخلون تجارة المخدرات في شمال كولومبيا ويزدهرون ويفقدون ببطء تقاليدهم وطريقة حياتهم السابقة.

## طاقم العمل
- كارمينا مارتينيز بدور أورسولا
- ناتاليا رييس بدور زائدة
- خوسيه أكوستا في دور رابايت
- جون نارفايس بدور مويسيس
- خوسيه فيسينتي كوتس بدور بيريجرينو ، عم رابايت
- خوان باوتيستا بدور أنيبال
- جريدر ميزا في دور ليونيداس

## الميزانية والإيرادات
حقق الفيلم إيرادات تقدر بـ 2517405 دولار.

## روابط خارجية
- طيور المرور على موقع IMDb (الإنجليزية)
- طيور المرور على موقع ميتاكريتيك (الإنجليزية)
- طيور المرور على موقع روتن توميتوز (الإنجليزية)
- طيور المرور على موقع ألو سيني (الفرنسية)
- طيور المرور على موقع أول موفي (الإنجليزية)
- طيور المرور على موقع بوكس أوفيس موجو (الإنجليزية)
- طيور المرور على موقع فيلمافينيتي (الإسبانية)
- طيور المرور على موقع قاعدة بيانات الأفلام السويدية (السويدية)
- طيور المرور على موقع قاعدة بيانات الفيلم (الإنجليزية)
- طيور المرور على موقع ليتربوكسد (الإنجليزية)